# Путешествие в Англию и Шотландию задом наперёд
«Путешествие в Англию и Шотландию задом наперёд» (фр. Voyage à reculons en Angleterre et en Ecosse) — полуавтобиографический роман французского писателя Жюля Верна, написанный осенью и зимой 1859—1860 годов и не публиковавшийся до 1989 года.
Роман повествует о путешествии двух французов — Жака (прототип — Верн) и Жонатана (друг Верна Аристид Гиньяр) из Парижа в Шотландию.

## Сюжет
Молодой парижанин Жак Лаваре мечтает побывать в Шотландии и рад узнать, что его друг — композитор Жонатан Савурнон — получил бесплатную поездку в Великобританию на торговом пароходе, отправляющемся из Сен-Назере в Ливерпуль. В конце июля 1859 года Жак едет к другу, но в Нанте получает плохие вести: пароход задержался на несколько дней не в Сен-Назере, а в Бордо, в 500 километрах к югу от Парижа. Друзья задерживаются в Нанте и затем плывут в Бордо.
По пути в Ливерпуль Жак, не говорящий по-английски, испытывает трудности в общении с шотландским капитаном Спиди, но Жонатан выручает друга. Спустя 24 дня путешествия из Нанта друзья прибывают в Ливерпуль, где их поражают английские обычаи, нищета и убожество улиц. После встречи с торговцем мистером Джо Кеннеди и его гостем сэром Джоном Синклером они отправляются поездом в Эдинбург.
Город напоминает Жаку и Жонатану романы сэра Вальтера Скотта. Друзья посещают многие достопримечательности, включая монумент Скотта, Холирудский дворец, Трон Артура, пляж Портобелло и встречают родственников Жонатана. Жак берёт обещание с мисс Амелии провести экскурсию по местным достопримечательностям. Увидев Калтон Хилл и Эдинбургский замок, друзья по совету мисс Амелии плывут на пароходе вверх по Ферт-оф-Форт к католическому священнику в Окли, Файф. Заехав по пути в Глазго, они находят его столь же мрачным, как и Ливерпуль. Далее они держат путь в Баллок и Лох-Ломонд с прекрасными видами на Лусс и Бен-Ломонд. Проплывая по озеру Лох-Катрин, друзья вспоминают романы Вальтера Скотта и слушают волынщика в традиционном шотландском костюме. Достигнув северной точки своего путешествия, они обедают в Калландере и садятся на поезд до Стирлинга. С грустным осознанием, что пора покидать Шотландию, они заказывают билеты до Лондона.
В Лондоне Жак и Жонатан прошлись по Лондонскому мосту, поднялись на вершину собора Святого Павла, восхитившись его шепчущей галереей, полюбовались Вестминстерским дворцом, Вестминстерским аббатством, Уайтхоллом, Трафальгарской площадью и вышли на Вест-Энд. Затем путешественники отправились на постановку шекспировского Макбет в Театре принцессы на Оксфорд-стрит. На следующее утро Жак чувствует усталость от Лондона. Друзья отправляются вниз по Темзе, чтобы побывать в Гринвиче, Лондонском Тауэре и Музее мадам Тюссо. Спустя неделю путешествий по Шотландии и Англии они садятся на пароход во Францию, увозя красочные и яркие воспоминания.

## Темы
Всю мою жизнь я восхищался трудами сэра Вальтера Скотта, и во время незабываемого путешествия на Британские острова мои счастливейшие дни прошли в Шотландии. Я ещё вижу ясно красивый, живописный Эдинбург с его Heart of Midlothian и многие чарующие воспоминания; Хайленд, всеми забытый остров Айона и дикие Гебридские острова. Конечно, знатоку работ Скотта на родной земле не достаёт некоторых ассоциаций с писателем и его бессмертных трудов.

### Литературные источники
В основу романа лёг личный опыт путешествия в Шотландию Жюля Верна. Впервые он познакомился с этим краем через произведения сэра Вальтера Скотта и поэта Джеймса Макферсона. Потому Верн часто описывает Шотландию как землю Скотта или его героя Роба Роя.
Другим вдохновением для автора послужил пример французского писателя Шарля Нодье, который положил в основу своих «Promenades de Dieppe aux montagnes d’Écosse» и «Trilby ou le lutin d’Argail» опыт личного путешествия в Шотландию в 1821 году. Верн ссылается на Нодье и Скотта, а также на ряд других писателей, которые повлияли на его представление о Британии: Чарльз Диккенс со своими романами «Посмертные записки Пиквикского клуба» и «Николас Никльби»; Луи Эно, автор «Angleterre, Écosse, Irlande, voyage pittoresque» (1859); Франсис Вэй, автор «Les Anglais chez eux : esquisses de mœurs et de voyage» (1850—1851). Другие авторы, упомянутые в книге: Франсуа-Рене де Шатобриан, дальний родственник Верна; Виктор Гюго, чьё стихотворение «Le 7 août 1829» из «Лучи и тени» цитируется; Джеймс Фенимор Купер.

### Образы
Среди многочисленных образов в произведении Верн пытается передать сочетание легендарного прошлого с современным инновационным настоящим Шотландии. Он противопоставляет Скотта Джеймсу Уатту и описывает современные трубопроводные краны в старинных замках. В романе Верна Шотландия показана землёй утопических возможностей, как вымышленный Нью-Эберфойл в «Чёрной Индии» или идеальное шотландское поселение в «Детях капитана Гранта».
Идея движется задом наперёд является центральным мотивом в романе и во многих других произведениях Верна серии «Необыкновенные путешествия». Прогресс часто характеризуется не только устремлённым вперёд, в будущее, но является также способом понимания прошлого и настоящего.

## Публикации
В 1862 году Верн предоставил издателю Пьеру-Жюлю Этцелю дописанный роман, который Этцель отверг. Издатель принял другое произведение Верна «Пять недель на воздушном шаре» и опубликовал его в 1863 году. Отвергнутая рукопись была в конечном счёте приобретена Национальной библиотекой Нанта.

### Комментарии
1. ↑  Название рукописи Верна было Voyage à reculons en Angleterre et en Ecosse с зачёркнутым à reculons ("назад"). Содержание озаглавлено было иначе Essai de voyage en Angleterre et en Écosse. Опубликованное в 1989 году издание значилось под полным названием Верна[2]